# Stubby
Stubby (1916 ou 1917 - 16 mars 1926) est le chien de guerre le plus décoré de la Première Guerre mondiale et le seul à être promu au grade de sergent par le combat. Il a 17 batailles, 4 offensives et 18 mois de service à son actif.

## Biographie
Stubby a été trouvé sur le campus de l'université Yale en 1917 par John Robert Conroy. Son nom en anglais signifie « trapu » ou « courtaud ». Son pedigree est inconnu ; quelques sources indiquent qu'il était peut-être en partie terrier de Boston, tandis que sa nécrologie le décrit comme un Bull Terrier (à l'époque synonyme de American Pit Bull Terrier et Pit Bull[réf. nécessaire]). Stubby défila avec J. Conroy et apprit même un petit salut approximatif. Quand l'unité de Conroy fut envoyée en France à la suite de l'entrée des États-Unis dans la Première Guerre mondiale, Stubby monta clandestinement à bord du USS Minnesota.

### Service militaire
Stubby servit dix-huit mois dans le 102e régiment d’infanterie de la 26e division d'infanterie (Yankee), dans les tranchées du nord de la France, participant à quatre offensives et à dix-sept batailles. Il entra dans les combats le 5 février 1918 au chemin des Dames au nord de Soissons (dans le secteur de Pargny-Filain et Chavignon) et fut constamment sous les bombardements, jour et nuit, pendant plus d'un mois.
Au mois de mars suivant, la 26e division est envoyée dans le secteur de Saint-Mihiel. C’est là que le 20 avril 1918, pendant une attaque pour reprendre Seicheprey (Meurthe-et-Moselle), il fut blessé à la patte avant par les grenades des Allemands en retraite. Il fut envoyé à l'arrière des tranchées, où il put guérir tout en améliorant le moral de ceux autour de lui. Une fois guéri, il retourna dans les tranchées. Après avoir survécu à une attaque au gaz, Stubby apprit à prévenir son unité d'attaques imminentes au gaz. Il trouvait des soldats blessés dans le no man's land et prévenait les soldats de l'arrivée des obus car il pouvait les entendre. Il est seul responsable de la capture d'un espion allemand dans l'Argonne, ce qui lui valut la promotion au grade de sergent par le commandant de la 102e division d'infanterie, devenant le premier chien gradé de l'armée des États-Unis. Après la prise de Château-Thierry par les Américains, des femmes de la ville lui confectionnèrent un petit manteau en chamois sur lequel étaient attachées ses nombreuses médailles. Une légende dit qu'il sauva la vie d'une jeune fille à Paris qui allait être écrasée par une voiture. À la fin de la guerre, J. Conroy refit monter clandestinement Stubby dans le navire qui les emmenait chez eux.

### Après la guerre
Une fois de retour aux États-Unis, Stubby devint une célébrité et participa (le plus souvent en première file) à de nombreux défilés à travers tout le pays. Il rencontra les présidents américains Woodrow Wilson, Calvin Coolidge et Warren G. Harding. Il alla à l'université de Georgetown à Washington avec J. Conroy et devint la mascotte d'une équipe de football américain, les Hoyas de Georgetown. On lui donnait le ballon pendant la mi-temps et il s'amusait à jouer avec, au grand plaisir des spectateurs.
Il mourut dans les bras de J. Conroy en 1926. Sa dépouille naturalisée est au Smithsonian Institution, dans la partie appelée The Price of Freedom : Americans at War (Le prix de la liberté : les Américains en guerre).

## Décorations
Stubby devint membre à vie de l'American Legion, de la Croix-Rouge et du YMCA. En 1921, le Humane Education Society lui décerna une médaille d'or pour son service, attribuée par le général John Pershing.
- 3 Service stripes
- Yankee Division YD Patch
- Médaille française pour la bataille de Verdun
- 1st Annual American Legion Convention Medal
- New Haven WW1 Veterans Medal
- Médaille commémorative de la guerre 1914-1918
- St Mihiel Campaign Medal
- Wound stripe (en), remplacé par le Purple Heart en 1932
- Médaille de la Bataille de Château-Thierry
- 6th Annual American Legion Convention
- Humane society (en) Gold Medal

## Postérité
Une brique sur le Walk of Honor (« Chemin de l'honneur ») lui a été dédiée le 11 novembre 2006 au monument américain à la Première Guerre mondiale, le Liberty Memorial, à Kansas City[réf. nécessaire].
En 2018, le film d'animation Stubby est sorti au cinéma. Il retrace l'histoire de Stubby depuis sa rencontre avec John Robert Conroy jusqu'à l'armistice,,.